# Valerij Hoborov
Valerij Hryhorovytj Hoborov (ukrainska: Валерій Григорович Гоборов, ryska: Валерий Гоборов: Valerij Goborov), född 20 januari 1965 i Cherson i dåvarande Ukrainska SSR, död 7 september 1989 i Moskva, var en sovjetisk basketspelare som tog OS-guld 1988 i Seoul. Hoborov dog i en bilolycka i Moskva och begravdes där.